# Association médicale mondiale
 (juin 2013).
Pour les articles homonymes, voir AMM.
L’Association Médicale Mondiale (AMM) est une organisation internationale de médecins. Elle a été fondée le 18 septembre 1947 et son premier président est le Pr Eugène Marquis, président de la Confédération des syndicats médicaux français.
En 2025, l'AMM représente 115 associations médicales nationales représentant plus de 9 millions de membres ainsi que 2494 members associés, incluant les "juniors doctors" et des étudiants en médecine.

## Mission
L’AMM fournit à ses associations membres un forum où elles peuvent communiquer librement, coopérer activement, parvenir à  un consensus sur des normes de qualité en matière  d'éthique médicale et de compétence professionnelle et promouvoir la liberté professionnelle des médecins partout dans le monde. Avec ce partenariat, l'objectif de l’AMM est de contribuer à des soins médicaux de grande qualité et respectueux de l’être humain, au sein d’un environnement sain et d’améliorer ainsi la qualité de vie de tous.
L'objectif de l’AMM est de servir l’humanité en tentant d’atteindre les plus hautes normes internationales en matière d’enseignement de la médecine, de science médicale, d’art médical, d’éthique médicale et de soins de santé pour tous.

## Histoire
L’AMM a été fondée le 18 septembre 1947, le jour où des médecins de 28 pays (29 organisations médicales nationales) se réunirent à Paris pour la première assemblée générale de l’AMM. Cette organisation trouve son origine dans le projet élaboré lors d’une réunion organisée à Londres en 1945, au siège de l’Association médicale britannique. L'objectif était de créer une organisation médicale internationale destinée à remplacer l'Association professionnelle internationale des médecins dont les activités avaient été suspendues en raison de la Seconde Guerre mondiale.
Pour faciliter le soutien financier de ses associations membres, le bureau exécutif, connu sous le nom de Conseil, créa en 1948 le Secrétariat de l’AMM à New York dont la mission fut d'établir des liens étroits avec les Nations unies et ses différentes agences. Le secrétariat de l’AMM demeura à New York jusqu’en 1974. Pour des raisons financières et afin d’être proche des organisations internationales basées à Genève (OMS, OIT, CII, AISS), il déménagea à Ferney-Voltaire, en France.
Les membres de l’AMM se réunissent une fois par an lors d’une rencontre baptisée en 1962 «Assemblée médicale mondiale». Depuis ses débuts, l’AMM a toujours œuvré en faveur de l'éthique médicale en général et dans le monde entier. Dans cette optique elle a établi des directives éthiques pour tous les médecins dans le monde. L’ancien serment d'Hippocrate remanié et modernisé fut envoyé pour étude à la 2e assemblée générale de Genève en 1948. Ce serment médical révisé fut alors adopté et l’Assemblée décida de le nommer «déclaration de Genève».
Cette même assemblée générale prit connaissance d’un rapport sur les «Crimes de guerre et la médecine». Le Conseil décida alors de nommer un autre comité d’étude afin de préparer un Code international d’éthique médicale qui après de longues discussions, fut adopté par la 3e assemblée générale en 1949.
Même après l’adoption de ces deux documents, l’AMM eut sans cesse connaissance de violations de l’éthique médicale, de crimes commis par des médecins en temps de guerre, d’expériences sur les êtres humains, pour ne citer que quelques-uns des problèmes  dans le domaine de l’éthique médicale et de la loi médicale. Ces informations conduisirent le Conseil à mettre en place un Comité permanent dédié à l’éthique médicale en 1952. Ce comité a depuis toujours été très actif comme le prouvent les déclarations ou les prises de position de l’AMM et leur mise à jour permanente.

## Structure
- L’assemblée générale

La principale instance décisionnaire de l’AMM est l’assemblée générale qui se réunit tous les ans. Elle se compose de délégations des associations membres nationales, des membres du bureau et des membres du Conseil de l’AMM ainsi que des représentants des membres associés (Les membres associés sont des médecins qui à titre individuel désirent rejoindre l’AMM).
- Le Conseil

L’Assemblée élit le Conseil de l’AMM tous les deux ans avec des représentants issus de chacune des six régions de l’AMM, à savoir l’Afrique, l’Asie, l’Europe, l’Amérique latine, l’Amérique du Nord et le Pacifique. Elle élit également le président de l’AMM tous les ans. Ce dernier est le représentant honorifique de l’AMM. Le président, le président élu et le président sortant constituent le présidium autorisé à parler au nom de l’AMM et représentant officiellement l’AMM.
Tous les deux ans, le Conseil de l’AMM, en dehors du présidium, élit un président du Conseil qui est la figure  politique de l’organisation. En tant que directeur exécutif des instances opérationnelles de l’AMM, le secrétaire général, nommé par le Conseil de l’AMM, travaille à plein temps au Secrétariat.

## Le secrétariat
Le secrétariat de l’AMM est basé à Ferney-Voltaire en France, à proximité de Genève.

## Langues officielles
L'Anglais, le Français, et l'Espagnol ont les langues officielles de l’association depuis sa création.

## Membres
Le statut des membres de l’AMM est le suivant :
- Membres constituants: Ce sont principalement des associations nationales de médecins de différents pays (parfois ces organisations sont appelées associations médicales nationales). De telles associations sont très représentatives des médecins de leurs pays qui en sont les membres. Elles regroupent des chambres de médecins, des conseils de l’ordre des médecins, des collèges et des associations privées. L’inscription à certaines instances est obligatoire ; d’autres instances sont de nature syndicale.
- Membres associés: Ce sont des médecins qui à titre individuel veulent rejoindre l’AMM. Ils ont un droit de vote à la réunion annuelle des membres associés et sont autorisés à participer à l’assemblée générale via des représentants choisis parmi les membres associés.
- Autres membres: L’Assemblée peut, sur la recommandation du Conseil, si elle l’estime nécessaire et dans le meilleur intérêt de l’AMM, créer d’autres catégories de membres.

## Projets
L’AMM est engagée dans plusieurs domaines, principalement dans les suivants :
- Éthique
- Droits de l'homme
- Plaidoyer/ sensibilisation concernant les droits des médecins et des patients
- Santé publique
- Système de santé
- Leadership
- Enseignement de la médecine
- La sécurité des patients
- La santé et la sécurité au travail
- L’instauration d’une démocratie pour les nouvelles associations médicales
- Des projets tels que la lutte contre le tabac et l’immunisation.

En matière d’éthique, l’AMM a plusieurs déclarations, résolutions et prises de position avec lesquelles elle essaie d’aider les associations médicales nationales, les gouvernements et les organisations internationales à travers le monde. Ces documents couvrent une vaste série de sujets tels que les droits du patient, la recherche sur les sujets humains, les soins des malades et des blessés en temps de conflit armé, la torture des prisonniers, la consommation et l’abus de médicaments, le planning familial et la pollution.
L’AMM travaille également sur des programmes éducatifs tels que la formation sur la médecine carcérale, la formation sur la MDR-TB et la remise à niveau sur la TB, la formation sur l’éthique et celle sur la résistance aux microbes (en collaboration avec la George-Mason university et l’International Society for Microbial Resistance).

## Controverses
Lors de l'Assemblée générale de l'Association médicale mondiale à Reykjavik, début octobre 2018, des membres de l'Association médicale canadienne ont accusé le nouveau président de l'AMM, Leonid Eidelman, d'avoir plagié des parties de son discours à partir d'une allocution prononcée en 2014 par Chris Simpson (cardiologue), alors président de l'AMC. La présidente actuelle de l'AMC, Gigi Osler (en), a informé l'assemblée qu'une partie du discours avait été « copiée mot pour mot » de celui de Simpson. Elle a ajouté que « plusieurs autres parties du discours avaient également été copiées à partir de divers sites web, blogs et articles de presse, sans attribution appropriée aux auteurs ». Une motion du Canada demandant la démission d'Eidelman n'a pas été adoptée. Le 6 octobre, l'AMC a annoncé son retrait de l'association, indiquant dans un communiqué de presse que cette décision avait été prise parce que l'AMM ne respectait pas les normes éthiques.
Dans un courriel à La Presse canadienne, le porte-parole de l'AMM, Nigel Duncan, a déclaré que le discours d'Eidelman avait été rédigé par d'autres et qu'il ignorait qu'il pouvait contenir du plagiat. Une source de l'AMM a également indiqué à La Presse canadienne qu'Eidelman s'était excusé lors de l'assemblée générale, après le départ des délégués canadiens ; il a « reconnu qu'une partie de son discours avait été tirée de celui de Simpson », et la plupart des délégués ont « accepté ses excuses » pour cette erreur.